# Somatina catacissa
Somatina catacissa är en fjärilsart som beskrevs av Turner 1908. Somatina catacissa ingår i släktet Somatina och familjen mätare. Inga underarter finns listade i Catalogue of Life.